# トーマス・モンコンドゥイット
トーマス・モンコンドゥイット（Thomas Monconduit，1991年2月10日 - ）は、フランス・ドランシー出身のサッカー選手。ポジションはミッドフィールダー。ASサンテティエンヌ所属。

## 経歴
2014年6月、AJオセールと契約を延長するも直後に負傷する。その後、ポルトガルのクラブなどからオファーを受けたが残留した。
2015年6月にアミアンSCに加入したが、直後にまたも負傷をする。2016-17シーズン開幕前にはチームキャプテンに就任した。
2020年8月26日、FCロリアンと3年契約を結んだ。
2022年8月30日、ASサンテティエンヌに3年契約で移籍した。